# Cendea de Olza
Cendea de Olza (in castigliano) o Oltza Zendea (in basco) è un comune spagnolo di 1 401 abitanti situato nella comunità autonoma della Navarra.

Nel 1996 il territorio comunale venne suddiviso e parte di esso divenne del nuovo comune di Orcoyen.